# Tropicus minutus
Tropicus minutus är en skalbaggsart som först beskrevs av Henry Clinton Fall 1920.  Tropicus minutus ingår i släktet Tropicus och familjen strandgrävbaggar. Inga underarter finns listade i Catalogue of Life.